# Néfersechemptah
Néfersechemptah est le nom porté par un dignitaire de la cour du pharaon Téti de la VIe dynastie.
Il a le privilège d'épouser une des filles du roi, Sechséchet III.
Il occupait les fonctions d'inspecteur des prêtres de la ville de la pyramide de Téti et de chambellan du roi.

## Sépulture
|                    | Mastaba de Néfersechemptah   |  |
| ------------------ | ---------------------------- |  |
| Type               | mastaba                      |  |
|                    |                              |  |
| Emplacement        | nécropole de Téti à Saqqarah |  |
| Date de découverte | 1899                         |  |
| Découvreur         | Victor Loret                 |  |
| Fouilles           |                              |  |
| Objets découverts  | Stèle fausse porte           |  |

Le mastaba de Néfersechemptah est situé au nord de la pyramide de Téti, non loin de ceux de Mérérouka et de Kagemni, deux vizirs du roi. Moins vaste et moins bien conservé que ceux de ces deux prestigieux ministres, celui de Néfersechemptah comporte néanmoins une stèle fausse-porte unique en son genre comportant deux représentations en haut relief du défunt en habit d'apparat de chaque côté de la porte ainsi qu'une niche contenant son buste, au-dessus de la même porte.
Le mastaba était composé de sept pièces réservées au culte funéraire et au dépôt des offrandes dont une partie avait été réservée pour le fils de Nefersechemptah et de Sechséchet, Néferséchemptah-Sheshi.